# Himantozoum macilentum
Himantozoum macilentum är en mossdjursart som beskrevs av Hayward 1981. Himantozoum macilentum ingår i släktet Himantozoum och familjen Bugulidae. Inga underarter finns listade i Catalogue of Life.